# Gyrinus caspius
Gyrinus caspius é uma espécie de insetos coleópteros pertencente à família Gyrinidae.
A autoridade científica da espécie é Ménétriés, tendo sido descrita no ano de 1832.
Trata-se de uma espécie presente no território português.